# Grebentobel
Grebentobel är en dal i Österrike.   Den ligger i förbundslandet Vorarlberg, i den västra delen av landet, 500 km väster om huvudstaden Wien.
I omgivningarna runt Grebentobel växer i huvudsak blandskog. Runt Grebentobel är det ganska tätbefolkat, med 144 invånare per kvadratkilometer.